# Ферогіперстен
Ферогіперстен (рос. феррогиперстен;а англ. ferrohyperstene; нім. Ferro-Hypersten m) — ортопіроксен, проміжний член мінерального виду енстатит–феросиліт, який містить від 50 до 70 % феросилітового (Fe2+[SiO3]) компонента.
Від феро… й назви мінералу гіперстену (H.H.Hess, A.H.Philips, 1940).